# Église Sainte-Élisabeth de Béthonsart
L'église de Béthonsart, également appelée église Sainte-Élisabeth de Hongrie, est l'église paroissiale de la commune homonyme dans le département du Pas-de-Calais.
Après une inscription en 1927, son clocher fait l’objet d’un classement au titre des monuments historiques depuis le 9 août 1930.
L'église est fondée en 1247 par Marie de Fief et Enguerand son fils et les habitants de Béthonsart. L'année gravée sur le clocher est 1562, au-dessus d’une niche de saint.
Le clocher est fortifié et percé de meurtrières. Au sommet du clocher, les angles portent des gargouilles et les crochets de sa flèche de pierre sont en forme d'animaux.

## Historique
En 1732, l’abbé de Mont-Saint-Éloi, Dominique Toursel, fit restaurer et agrandir le chœur. Jean-Guislain Doby ouvrier maçon de Marœuil, en remuant la terre pour creuser les fondations, heurte avec sa pioche un petit pot de grès renfermant environ 60 pièces d’or et quelques pièces d’argent, monnaies de France, d’Espagne, de Castille et du Portugal.
Le 18 juillet 1732, quinze jours après la découverte, Charles-Joseph de Lannoy, conte de Lannoy et du Saint-Empire, en sa qualité de seigneur de Béthonsart, intervint dans le partage du trésor. L’ouvrier en reçut le tiers et le reste fut déposé dans la caisse de la fabrique.
Sur l’autel latéral sud, se trouvait une belle statue de sainte Élisabeth, en bois du XVIe siècle tenant une couronne d’une main et un livre de l’autre. On y trouvait aussi un saint Antoine. Toutes deux volées en 1976.